# Marjan Srbinovski
Marjan Srbinovski (in macedone Марјан Србиновски?; Gostivar, 8 dicembre 1974) è un ex cestista e allenatore di pallacanestro macedone.

## Carriera
Da allenatore ha guidato la Macedonia ai Campionati europei del 2015.